# Uztárroz
Uztárroz (baskijski: Uztarroze) – gmina w Hiszpanii, w Nawarze, o powierzchni 58,34 km². W 2020 roku gmina liczyła 144 mieszkańców.